# Lista över fornlämningar i Ydre kommun
Lista över fornlämningar i Ydre kommun är en förteckning av ett urval av de fornlämningar som finns i Ydre kommun.

## Asby
| Namn                     | Lämningstyp                 | Tillkomsttid | Historisk indelning | Plats | Läge                 | ID-nr          | Bild                                 |
| ------------------------ | --------------------------- | ------------ | ------------------- | ----- | -------------------- | -------------- | ------------------------------------ |
| Asby 26:1                | Gravfält                    |              | Asby, Östergötland  |       | 57.903605, 15.208436 | 10040000260001 | Ladda upp en bild av detta fornminne |
| Asby 62:1                | Hög                         |              | Asby, Östergötland  |       | 57.890776, 15.177440 | 10040000620001 | Ladda upp en bild av detta fornminne |
| Asby 62:2                | Stensättning                |              | Asby, Östergötland  |       | 57.890880, 15.177290 | 10040000620002 | Ladda upp en bild av detta fornminne |
| Asby 63:1                | Stensättning                |              | Asby, Östergötland  |       | 57.890590, 15.176363 | 10040000630001 | Ladda upp en bild av detta fornminne |
| Asby 63:2                | Grav markerad av sten/block |              | Asby, Östergötland  |       | 57.890685, 15.176385 | 10040000630002 | Ladda upp en bild av detta fornminne |
| Asby 117:1               | Gravfält                    |              | Asby, Östergötland  |       | 57.890768, 15.245105 | 10040001170001 | Ladda upp en bild av detta fornminne |
| Gastabacken (Asby 118:1) | Gravfält                    |              | Asby, Östergötland  |       | 57.896497, 15.233154 | 10040001180001 | Ladda upp en bild av detta fornminne |
| Asby 157:1               | Grav markerad av sten/block |              | Asby, Östergötland  |       | 57.895524, 15.233402 | 10040001570001 | Ladda upp en bild av detta fornminne |
| Asby 158:1               | Gravfält                    |              | Asby, Östergötland  |       | 57.895265, 15.232827 | 10040001580001 | Ladda upp en bild av detta fornminne |
| Asby 166:1               | Stensättning                |              | Asby, Östergötland  |       | 57.916601, 15.267333 | 10040001660001 | Ladda upp en bild av detta fornminne |
| Asby 166:2               | Röse                        |              | Asby, Östergötland  |       | 57.916510, 15.267376 | 10040001660002 | Ladda upp en bild av detta fornminne |
| Asby 171:1               | Stensättning                |              | Asby, Östergötland  |       | 57.933480, 15.275146 | 10040001710001 | Ladda upp en bild av detta fornminne |
| Asby 175:1               | Stensättning                |              | Asby, Östergötland  |       | 57.893361, 15.243164 | 10040001750001 | Ladda upp en bild av detta fornminne |
| Asby 176:1               | Stensättning                |              | Asby, Östergötland  |       | 57.887404, 15.234777 | 10040001760001 | Ladda upp en bild av detta fornminne |
| Asby 176:2               | Stensättning                |              | Asby, Östergötland  |       | 57.887341, 15.235021 | 10040001760002 | Ladda upp en bild av detta fornminne |

## Norra Vi
| Namn                                  | Lämningstyp                 | Tillkomsttid | Historisk indelning    | Plats | Läge                 | ID-nr          | Bild                                 |
| ------------------------------------- | --------------------------- | ------------ | ---------------------- | ----- | -------------------- | -------------- | ------------------------------------ |
| Norra Vi 2:1                          | Gravfält                    |              | Norra Vi, Östergötland |       | 57.942298, 15.413693 | 10046900020001 | Ladda upp en bild av detta fornminne |
| Jättestenarna, Slottet (Norra Vi 3:1) | Gravfält                    |              | Norra Vi, Östergötland |       | 57.940742, 15.410683 | 10046900030001 | Ladda upp en bild av detta fornminne |
| Svineberget (Norra Vi 25:1)           | Lägenhetsbebyggelse         |              | Norra Vi, Östergötland |       | 57.966774, 15.391214 | 10046900250001 | Ladda upp en bild av detta fornminne |
| Norra Vi 27:1                         | Stenkammargrav              |              | Norra Vi, Östergötland |       | 57.948982, 15.389822 | 10046900270001 | Ladda upp en bild av detta fornminne |
| Norra Vi 33:1                         | Minnesmärke                 |              | Norra Vi, Östergötland |       | 57.914559, 15.413281 | 10046900330001 | Ladda upp en bild av detta fornminne |
| Norra Vi 54:1                         | Stensättning                |              | Norra Vi, Östergötland |       | 57.880773, 15.361388 | 10046900540001 | Ladda upp en bild av detta fornminne |
| Norra Vi 54:2                         | Röse                        |              | Norra Vi, Östergötland |       | 57.880636, 15.361530 | 10046900540002 | Ladda upp en bild av detta fornminne |
| Norra Vi 67:1                         | Stensättning                |              | Norra Vi, Östergötland |       | 57.907510, 15.308708 | 10046900670001 | Ladda upp en bild av detta fornminne |
| Norra Vi 110:1                        | Röse                        |              | Norra Vi, Östergötland |       | 57.832434, 15.465822 | 10046901100001 | Ladda upp en bild av detta fornminne |
| Norra Vi 122:1                        | Begravningsplats            |              | Norra Vi, Östergötland |       | 57.881651, 15.328836 | 10046901220001 | Ladda upp en bild av detta fornminne |
| Norra Vi 144:1                        | Gravfält                    |              | Norra Vi, Östergötland |       | 57.884015, 15.342821 | 10046901440001 | Ladda upp en bild av detta fornminne |
| Norra Vi 145:1                        | Gravfält                    |              | Norra Vi, Östergötland |       | 57.880938, 15.351009 | 10046901450001 | Ladda upp en bild av detta fornminne |
| Norra Vi 153:1                        | Gravfält                    |              | Norra Vi, Östergötland |       | 57.865060, 15.364024 | 10046901530001 | Ladda upp en bild av detta fornminne |
| Kungsbacken (Norra Vi 154:1)          | Stenkrets                   |              | Norra Vi, Östergötland |       | 57.865232, 15.364619 | 10046901540001 | Ladda upp en bild av detta fornminne |
| Kungsbacken (Norra Vi 154:2)          | Grav markerad av sten/block |              | Norra Vi, Östergötland |       | 57.865545, 15.364458 | 10046901540002 | Ladda upp en bild av detta fornminne |
| Norra Vi 157:1                        | Gravfält                    |              | Norra Vi, Östergötland |       | 57.879295, 15.360743 | 10046901570001 | Ladda upp en bild av detta fornminne |
| Norra Vi 158:1                        | Gravfält                    |              | Norra Vi, Östergötland |       | 57.877960, 15.361439 | 10046901580001 | Ladda upp en bild av detta fornminne |
| Norra Vi 205                          | Röse                        |              | Norra Vi, Östergötland |       | 57.967011, 15.392049 | 12000000071896 | Ladda upp en bild av detta fornminne |
| Norra Vi 206                          | Stensättning                |              | Norra Vi, Östergötland |       | 57.967005, 15.391945 | 12000000071897 | Ladda upp en bild av detta fornminne |

## Sund
| Namn                      | Lämningstyp                 | Tillkomsttid | Historisk indelning | Plats | Läge                 | ID-nr          | Bild                                      |
| ------------------------- | --------------------------- | ------------ | ------------------- | ----- | -------------------- | -------------- | ----------------------------------------- |
| Sund 10:1                 | Gravfält                    |              | Sund, Östergötland  |       | 57.871083, 15.233471 | 10050200100001 | Ladda upp en bild av detta fornminne      |
| Sund 12:1                 | Runristning                 |              | Sund, Östergötland  |       | 57.836496, 15.244685 | 10050200120001 | Ladda upp en bild av detta fornminne      |
| Sund 13:1                 | Runristning                 |              | Sund, Östergötland  |       | 57.856814, 15.250970 | 10050200130001 | Ladda upp en bild av detta fornminne      |
| Sund 22:1                 | Gravfält                    |              | Sund, Östergötland  |       | 57.825419, 15.273603 | 10050200220001 | Ladda upp en bild av detta fornminne      |
| Sund 23:1                 | Gravfält                    |              | Sund, Östergötland  |       | 57.826557, 15.259385 | 10050200230001 | Ladda upp en bild av detta fornminne      |
| Sund 30:1                 | Gravfält                    |              | Sund, Östergötland  |       | 57.824024, 15.272525 | 10050200300001 | Ladda upp en bild av detta fornminne      |
| Sund 31:1                 | Grav markerad av sten/block |              | Sund, Östergötland  |       | 57.823812, 15.248328 | 10050200310001 | Ladda upp en bild av detta fornminne      |
| Sund 31:2                 | Grav markerad av sten/block |              | Sund, Östergötland  |       | 57.823830, 15.248405 | 10050200310002 | Ladda upp en bild av detta fornminne      |
| Sund 31:3                 | Grav markerad av sten/block |              | Sund, Östergötland  |       | 57.823854, 15.248530 | 10050200310003 | Ladda upp en bild av detta fornminne      |
| Sund 36:1                 | Gravfält                    |              | Sund, Östergötland  |       | 57.833011, 15.237824 | 10050200360001 | Ladda upp en bild av detta fornminne      |
| Sund 37:1                 | Gravfält                    |              | Sund, Östergötland  |       | 57.834557, 15.236219 | 10050200370001 | Ladda upp en bild av detta fornminne      |
| Sund 37:2                 | Gravfält                    |              | Sund, Östergötland  |       | 57.833951, 15.236282 | 10050200370002 | Ladda upp en bild av detta fornminne      |
| Sund 38:1                 | Stensättning                |              | Sund, Östergötland  |       | 57.827892, 15.260588 | 10050200380001 | Ladda upp en bild av detta fornminne      |
| Sund 38:2                 | Stensättning                |              | Sund, Östergötland  |       | 57.828036, 15.260594 | 10050200380002 | Ladda upp en bild av detta fornminne      |
| Sund 38:3                 | Stensättning                |              | Sund, Östergötland  |       | 57.827998, 15.260402 | 10050200380003 | Ladda upp en bild av detta fornminne      |
| Sund 39:1                 | Stensättning                |              | Sund, Östergötland  |       | 57.826471, 15.242363 | 10050200390001 | Ladda upp en bild av detta fornminne      |
| Sund 39:2                 | Stensättning                |              | Sund, Östergötland  |       | 57.826571, 15.242436 | 10050200390002 | Ladda upp en bild av detta fornminne      |
| Sund 39:3                 | Grav markerad av sten/block |              | Sund, Östergötland  |       | 57.826610, 15.242196 | 10050200390003 | Ladda upp en bild av detta fornminne      |
| Guldkullen (Sund 40:1)    | Hög                         |              | Sund, Östergötland  |       | 57.826424, 15.240814 | 10050200400001 | Ladda upp en bild av detta fornminne      |
| Sund 41:1                 | Hög                         |              | Sund, Östergötland  |       | 57.826406, 15.243070 | 10050200410001 | Ladda upp en bild av detta fornminne      |
| Sund 41:2                 | Stensättning                |              | Sund, Östergötland  |       | 57.826494, 15.243157 | 10050200410002 | Ladda upp en bild av detta fornminne      |
| Sund 54:1                 | Stensättning                |              | Sund, Östergötland  |       | 57.836112, 15.241311 | 10050200540001 | Ladda upp en bild av detta fornminne      |
| Sund 55:1                 | Röse                        |              | Sund, Östergötland  |       | 57.794684, 15.230655 | 10050200550001 | Ladda upp en bild av detta fornminne      |
| Sund 55:2                 | Röse                        |              | Sund, Östergötland  |       | 57.794626, 15.230417 | 10050200550002 | Ladda upp en bild av detta fornminne      |
| Sund 56:1                 | Stenkammargrav              |              | Sund, Östergötland  |       | 57.798460, 15.234091 | 10050200560001 | Ladda upp en bild av detta fornminne      |
| Sund 57:1                 | Stenkammargrav              |              | Sund, Östergötland  |       | 57.801872, 15.235525 | 10050200570001 | Ladda upp en bild av detta fornminne      |
| Kyrkoröset (Sund 59:1)    | Röse                        |              | Sund, Östergötland  |       | 57.800314, 15.274888 | 10050200590001 | Ladda upp en bild av detta fornminne      |
| Sund 60:1                 | Stensättning                |              | Sund, Östergötland  |       | 57.791760, 15.286231 | 10050200600001 | Ladda upp en bild av detta fornminne      |
| Sund 61:1                 | Stensättning                |              | Sund, Östergötland  |       | 57.814128, 15.217407 | 10050200610001 | Ladda upp en bild av detta fornminne      |
| Sund 61:2                 | Stensättning                |              | Sund, Östergötland  |       | 57.814036, 15.217539 | 10050200610002 | Ladda upp en bild av detta fornminne      |
| Brudastenarna (Sund 64:1) | Stenkrets                   |              | Sund, Östergötland  |       | 57.810077, 15.203284 | 10050200640001 | Ladda upp en bild av detta fornminne      |
| Brudastenarna (Sund 64:2) | Grav markerad av sten/block |              | Sund, Östergötland  |       | 57.809946, 15.203268 | 10050200640002 | Ladda upp en bild av detta fornminne      |
| Sund 67:1                 | Stensättning                |              | Sund, Östergötland  |       | 57.856093, 15.248532 | 10050200670001 | Ladda upp en bild av detta fornminne      |
| Sund 67:3                 | Stensättning                |              | Sund, Östergötland  |       | 57.856106, 15.248044 | 10050200670003 | Ladda upp en bild av detta fornminne      |
| Sund 73:1                 | Stensättning                |              | Sund, Östergötland  |       | 57.881232, 15.298738 | 10050200730001 | Ladda upp en bild av detta fornminne      |
| Sund 75:1                 | Röse                        |              | Sund, Östergötland  |       | 57.876937, 15.283447 | 10050200750001 | Ladda upp en bild av detta fornminne      |
| Sund 75:2                 | Röse                        |              | Sund, Östergötland  |       | 57.877236, 15.282904 | 10050200750002 | Ladda upp en bild av detta fornminne      |
| Sund 75:3                 | Stensättning                |              | Sund, Östergötland  |       | 57.877311, 15.282759 | 10050200750003 | Ladda upp en bild av detta fornminne      |
| Jättestenen (Sund 81:1)   | Grav markerad av sten/block |              | Sund, Östergötland  |       | 57.825389, 15.302209 | 10050200810001 | Ladda upp en bild av detta fornminne      |
| Sund 84:1                 | Gravfält                    |              | Sund, Östergötland  |       | 57.871623, 15.234844 | 10050200840001 | Ladda upp en bild av detta fornminne      |
| Sund 88:1                 | Stensättning                |              | Sund, Östergötland  |       | 57.843615, 15.250174 | 10050200880001 | Ladda upp en bild av detta fornminne      |
| Sund 100:1                | Röse                        |              | Sund, Östergötland  |       | 57.850174, 15.243993 | 10050201000001 | Ladda upp en bild av detta fornminne      |
| Sund 100:2                | Stensättning                |              | Sund, Östergötland  |       | 57.850108, 15.243811 | 10050201000002 | Ladda upp en bild av detta fornminne      |
| Sund 100:3                | Stensättning                |              | Sund, Östergötland  |       | 57.850056, 15.244007 | 10050201000003 | Ladda upp en bild av detta fornminne      |
| Sund 125:1                | Gravfält                    |              | Sund, Östergötland  |       | 57.831730, 15.317861 | 10050201250001 | Ladda upp en bild av detta fornminne      |
| Sund 126:1                | Gravfält                    |              | Sund, Östergötland  |       | 57.831058, 15.316159 | 10050201260001 | Ladda upp en bild av detta fornminne      |
| Sund 132:1                | Grav markerad av sten/block |              | Sund, Östergötland  |       | 57.828534, 15.308881 | 10050201320001 | Ladda upp en bild av detta fornminne      |
| Sund 133:1                | Gravfält                    |              | Sund, Östergötland  |       | 57.828081, 15.307970 | 10050201330001 | Ladda upp en bild av detta fornminne      |
| Sund 145:1                | Gravfält                    |              | Sund, Östergötland  |       | 57.886789, 15.258852 | 10050201450001 | Ladda upp en till bild av detta fornminne |
| Sund 147:1                | Hög                         |              | Sund, Östergötland  |       | 57.879695, 15.267136 | 10050201470001 | Ladda upp en bild av detta fornminne      |
| Sund 147:2                | Stenkrets                   |              | Sund, Östergötland  |       | 57.879616, 15.267012 | 10050201470002 | Ladda upp en bild av detta fornminne      |
| Sund 148:1                | Röse                        |              | Sund, Östergötland  |       | 57.882724, 15.296807 | 10050201480001 | Ladda upp en bild av detta fornminne      |
| Sund 148:2                | Stensättning                |              | Sund, Östergötland  |       | 57.882620, 15.296646 | 10050201480002 | Ladda upp en bild av detta fornminne      |
| Sund 154:1                | Gravfält                    |              | Sund, Östergötland  |       | 57.799119, 15.278334 | 10050201540001 | Ladda upp en bild av detta fornminne      |
| Sund 164:1                | Stensättning                |              | Sund, Östergötland  |       | 57.838542, 15.241423 | 10050201640001 | Ladda upp en bild av detta fornminne      |
| Sund 166:1                | Röse                        |              | Sund, Östergötland  |       | 57.846232, 15.237577 | 10050201660001 | Ladda upp en bild av detta fornminne      |
| Sund 166:2                | Stensättning                |              | Sund, Östergötland  |       | 57.846113, 15.237672 | 10050201660002 | Ladda upp en bild av detta fornminne      |
| Sund 166:3                | Stensättning                |              | Sund, Östergötland  |       | 57.846122, 15.237450 | 10050201660003 | Ladda upp en bild av detta fornminne      |
| Sund 184:1                | Stensättning                |              | Sund, Östergötland  |       | 57.804219, 15.198300 | 10050201840001 | Ladda upp en bild av detta fornminne      |
| Sund 184:2                | Stensättning                |              | Sund, Östergötland  |       | 57.804314, 15.198976 | 10050201840002 | Ladda upp en bild av detta fornminne      |
| Sund 184:3                | Stensättning                |              | Sund, Östergötland  |       | 57.804411, 15.198904 | 10050201840003 | Ladda upp en bild av detta fornminne      |
| Sund 214:1                | Stensättning                |              | Sund, Östergötland  |       | 57.805116, 15.199567 | 10050202140001 | Ladda upp en bild av detta fornminne      |

## Svinhult
| Namn          | Lämningstyp  | Tillkomsttid | Historisk indelning    | Plats | Läge                 | ID-nr          | Bild                                 |
| ------------- | ------------ | ------------ | ---------------------- | ----- | -------------------- | -------------- | ------------------------------------ |
| Svinhult 27:1 | Stensättning |              | Svinhult, Östergötland |       | 57.752013, 15.388543 | 10050400270001 | Ladda upp en bild av detta fornminne |
| Svinhult 85:1 | Röse         |              | Svinhult, Östergötland |       | 57.730911, 15.273045 | 10050400850001 | Ladda upp en bild av detta fornminne |

## Torpa
| Namn                    | Lämningstyp  | Tillkomsttid | Historisk indelning | Plats | Läge                 | ID-nr          | Bild                                 |
| ----------------------- | ------------ | ------------ | ------------------- | ----- | -------------------- | -------------- | ------------------------------------ |
| Torpa 9:1               | Stensättning |              | Torpa, Östergötland |       | 57.949058, 15.158083 | 10051100090001 | Ladda upp en bild av detta fornminne |
| Torpa 17:1              | Stensättning |              | Torpa, Östergötland |       | 57.933949, 15.139491 | 10051100170001 | Ladda upp en bild av detta fornminne |
| Torpa 52:1              | Stensättning |              | Torpa, Östergötland |       | 57.961973, 15.117933 | 10051100520001 | Ladda upp en bild av detta fornminne |
| Torpa 57:1              | Hög          |              | Torpa, Östergötland |       | 57.965494, 15.142047 | 10051100570001 | Ladda upp en bild av detta fornminne |
| Torpa 59:1              | Stensättning |              | Torpa, Östergötland |       | 57.958384, 15.141108 | 10051100590001 | Ladda upp en bild av detta fornminne |
| Drakaröret (Torpa 88:1) | Stensättning |              | Torpa, Östergötland |       | 57.962111, 15.124462 | 10051100880001 | Ladda upp en bild av detta fornminne |
| Torpa 97:1              | Stensättning |              | Torpa, Östergötland |       | 57.964499, 15.135735 | 10051100970001 | Ladda upp en bild av detta fornminne |
| Torpa 118:1             | Stensättning |              | Torpa, Östergötland |       | 57.956291, 15.151941 | 10051101180001 | Ladda upp en bild av detta fornminne |
| Torpa 118:2             | Stensättning |              | Torpa, Östergötland |       | 57.956275, 15.151736 | 10051101180002 | Ladda upp en bild av detta fornminne |
| Torpa 137:1             | Stensättning |              | Torpa, Östergötland |       | 57.968695, 15.024032 | 10051101370001 | Ladda upp en bild av detta fornminne |
| Torpa 147:1             | Gravfält     |              | Torpa, Östergötland |       | 57.986875, 15.038762 | 10051101470001 | Ladda upp en bild av detta fornminne |
| Torpa 169:1             | Stensättning |              | Torpa, Östergötland |       | 57.891965, 15.025539 | 10051101690001 | Ladda upp en bild av detta fornminne |
| Torpa 191:1             | Stensättning |              | Torpa, Östergötland |       | 57.951324, 15.153103 | 10051101910001 | Ladda upp en bild av detta fornminne |
| Torpa 192:1             | Stensättning |              | Torpa, Östergötland |       | 57.950704, 15.156042 | 10051101920001 | Ladda upp en bild av detta fornminne |
| Torpa 193:1             | Stensättning |              | Torpa, Östergötland |       | 57.949628, 15.155317 | 10051101930001 | Ladda upp en bild av detta fornminne |
| Torpa 240:1             | Stensättning |              | Torpa, Östergötland |       | 57.971162, 15.021013 | 10051102400001 | Ladda upp en bild av detta fornminne |

## Västra Ryd
| Namn                                      | Lämningstyp                 | Tillkomsttid | Historisk indelning      | Plats | Läge                 | ID-nr          | Bild                                 |
| ----------------------------------------- | --------------------------- | ------------ | ------------------------ | ----- | -------------------- | -------------- | ------------------------------------ |
| Västra Ryd 3:1                            | Stensättning                |              | Västra Ryd, Östergötland |       | 57.802903, 15.183593 | 10053700030001 | Ladda upp en bild av detta fornminne |
| Västra Ryd 3:2                            | Stensättning                |              | Västra Ryd, Östergötland |       | 57.803065, 15.183898 | 10053700030002 | Ladda upp en bild av detta fornminne |
| Västra Ryd 4:1                            | Stensättning                |              | Västra Ryd, Östergötland |       | 57.802183, 15.177070 | 10053700040001 | Ladda upp en bild av detta fornminne |
| Västra Ryd 4:2                            | Stensättning                |              | Västra Ryd, Östergötland |       | 57.802321, 15.177197 | 10053700040002 | Ladda upp en bild av detta fornminne |
| Västra Ryd 12:1                           | Stensättning                |              | Västra Ryd, Östergötland |       | 57.811573, 15.085801 | 10053700120001 | Ladda upp en bild av detta fornminne |
| Västra Ryd 16:1                           | Röse                        |              | Västra Ryd, Östergötland |       | 57.805734, 15.117593 | 10053700160001 | Ladda upp en bild av detta fornminne |
| Västra Ryd 22:1                           | Stensättning                |              | Västra Ryd, Östergötland |       | 57.802131, 15.182666 | 10053700220001 | Ladda upp en bild av detta fornminne |
| Västra Ryd 23:1                           | Stensättning                |              | Västra Ryd, Östergötland |       | 57.803445, 15.185639 | 10053700230001 | Ladda upp en bild av detta fornminne |
| Västra Ryd 23:2                           | Stensättning                |              | Västra Ryd, Östergötland |       | 57.803508, 15.185790 | 10053700230002 | Ladda upp en bild av detta fornminne |
| Västra Ryd 31:1                           | Stensättning                |              | Västra Ryd, Östergötland |       | 57.847953, 15.084948 | 10053700310001 | Ladda upp en bild av detta fornminne |
| Krokstenen (Västra Ryd 33:1)              | Grav markerad av sten/block |              | Västra Ryd, Östergötland |       | 57.858833, 15.063031 | 10053700330001 | Ladda upp en bild av detta fornminne |
| Västra Ryd 35:1                           | Röse                        |              | Västra Ryd, Östergötland |       | 57.802793, 15.119739 | 10053700350001 | Ladda upp en bild av detta fornminne |
| Västra Ryd 36:1                           | Stensättning                |              | Västra Ryd, Östergötland |       | 57.832749, 15.099031 | 10053700360001 | Ladda upp en bild av detta fornminne |
| Västra Ryd 36:2                           | Stensättning                |              | Västra Ryd, Östergötland |       | 57.832592, 15.098865 | 10053700360002 | Ladda upp en bild av detta fornminne |
| Västra Ryd 36:3                           | Stensättning                |              | Västra Ryd, Östergötland |       | 57.832310, 15.098530 | 10053700360003 | Ladda upp en bild av detta fornminne |
| Västra Ryd 54:1                           | Stensättning                |              | Västra Ryd, Östergötland |       | 57.805929, 15.085085 | 10053700540001 | Ladda upp en bild av detta fornminne |
| Västra Ryd 56:1                           | Röse                        |              | Västra Ryd, Östergötland |       | 57.791805, 15.167707 | 10053700560001 | Ladda upp en bild av detta fornminne |
| Västra Ryd 63:1                           | Röse                        |              | Västra Ryd, Östergötland |       | 57.801314, 15.114211 | 10053700630001 | Ladda upp en bild av detta fornminne |
| Västra Ryd 65:1                           | Stensättning                |              | Västra Ryd, Östergötland |       | 57.806231, 15.085917 | 10053700650001 | Ladda upp en bild av detta fornminne |
| Västra Ryd 66:1                           | Stensättning                |              | Västra Ryd, Östergötland |       | 57.783333, 15.100835 | 10053700660001 | Ladda upp en bild av detta fornminne |
| Västra Ryd 68:1                           | Stensättning                |              | Västra Ryd, Östergötland |       | 57.796795, 15.200368 | 10053700680001 | Ladda upp en bild av detta fornminne |
| Västra Ryd 68:2                           | Stensättning                |              | Västra Ryd, Östergötland |       | 57.796716, 15.200507 | 10053700680002 | Ladda upp en bild av detta fornminne |
| Västra Ryd 75:1                           | Grav markerad av sten/block |              | Västra Ryd, Östergötland |       | 57.802287, 15.178476 | 10053700750001 | Ladda upp en bild av detta fornminne |
| Drakröret el Drakröset (Västra Ryd 114:1) | Röse                        |              | Västra Ryd, Östergötland |       | 57.790255, 15.201718 | 10053701140001 | Ladda upp en bild av detta fornminne |
| Västra Ryd 115:1                          | Röse                        |              | Västra Ryd, Östergötland |       | 57.789369, 15.209106 | 10053701150001 | Ladda upp en bild av detta fornminne |
| Västra Ryd 115:2                          | Stensättning                |              | Västra Ryd, Östergötland |       | 57.789206, 15.209187 | 10053701150002 | Ladda upp en bild av detta fornminne |
| Västra Ryd 149:1                          | Röse                        |              | Västra Ryd, Östergötland |       | 57.762386, 15.259662 | 10053701490001 | Ladda upp en bild av detta fornminne |
| Västra Ryd 149:2                          | Stensättning                |              | Västra Ryd, Östergötland |       | 57.762313, 15.259884 | 10053701490002 | Ladda upp en bild av detta fornminne |
| Västra Ryd 149:3                          | Stensättning                |              | Västra Ryd, Östergötland |       | 57.762321, 15.259346 | 10053701490003 | Ladda upp en bild av detta fornminne |
| Västra Ryd 166:1                          | Röse                        |              | Västra Ryd, Östergötland |       | 57.793313, 15.172321 | 10053701660001 | Ladda upp en bild av detta fornminne |
| Västra Ryd 166:2                          | Stensättning                |              | Västra Ryd, Östergötland |       | 57.792965, 15.172168 | 10053701660002 | Ladda upp en bild av detta fornminne |